# Libia na Letnich Igrzyskach Olimpijskich 2000
Libię na Letnich Igrzyskach Olimpijskich 2000 reprezentowało 3 zawodników, byli to wyłącznie mężczyźni.

## Skład kadry

### Judo
Mężczyźni
- Tarek Ayad

### Lekkoatletyka
Mężczyźni
- Adel Adili

maraton (nie ukończył)

### Taekwondo
Mężczyźni
- Nizar Mohamed Naeeli